# Нова Брянь
Нова Брянь (рос. Новая Брянь) — село Заіграєвського району, Бурятії Росії. Входить до складу Сільського поселення Новобрянське.
Населення — 4346 осіб (2015 рік).